# Geasteroides
Geasteroides — рід грибів родини зірковичні (Geastraceae). Назва вперше опублікована 1917 року.

## Класифікація
До роду Geasteroides відносять 2 види:
- Geasteroides barbata
- Geasteroides texensis